# Misty May-Treanor
Misty Elizabeth May-Treanor (* 30. Juli 1977 in Los Angeles als Misty May) ist eine ehemalige US-amerikanische Beachvolleyballspielerin. Zusammen mit ihrer Partnerin Kerri Walsh gewann sie die Goldmedaille bei den Olympischen Spielen 2004 in Athen, 2008 in Peking und 2012 in London. Sie ist eine der erfolgreichsten Beachvolleyballspielerinnen weltweit.

## Werdegang
Ihre Eltern Butch und Barbara waren beide Volleyballspieler und Misty May spielte schon in ihrer Kindheit und Jugend am Santa Monica Pier Beachvolleyball. Ihr Vater war Spieler des US-Teams bei den Olympischen Spielen 1968 in Mexiko. 
Sie besuchte in Costa Mesa von 1991 bis 1995 die High School, wo sie Volleyball spielte und bereits zu dieser Zeit landesweiten Erfolg hatte, unter anderem wurde sie von USA Today zur besten Nachwuchsspielerin der USA gewählt. Sie schloss eine Ausbildung in Bewegungswissenschaften ab und ist Fitnesstrainerin.
May-Treanor spielte mit großem Erfolg College-Volleyball an der California State University, Long Beach und gewann etliche Auszeichnungen in der NCAA. So wurde sie 1997 und 1998 zum NCAA Player of the Year gewählt.
Noch während sie am College Volleyball spielte, begann sie 1999 mit Holly McPeak als Partnerin auf der AVP-Tour mit dem professionellen Beachvolleyball. Sie wurde 1999 in die amerikanische Volleyballnationalmannschaft berufen, entschied sich aber, nur noch Beachvolleyball zu spielen. 

### Olympische Sommerspiele 2000
Sie wird mit den Worten zitiert: „Volleyball macht keinen Spaß mehr.“ Stattdessen wollte sie mit McPeak zusammen eine olympische Medaille gewinnen. Obwohl sie mit ihrer Partnerin erst spät in die Vorbereitung einstieg, konnte sich das Paar mit drei Siegen auf der FIVB World Tour und konstant guten Platzierungen für die Olympischen Spiele 2000 in Sydney qualifizieren und wurde dort Fünfte.
Nach diesem Erfolg trennte sich das Duo und May-Treanor bildete zusammen mit Kerri Walsh ein neues Team. Die beiden dominierten ab diesem Zeitpunkt sowohl in der FIVB-Tour als auch bei der AVP, wo sie die Saison 2003 mit insgesamt 39 Siegen ungeschlagen beendeten. 

### Olympische Sommerspiele 2004
2004 konnte sich Misty May-Treanor dann zum ersten Mal den Traum von einer olympischen Medaille erfüllen, sie gewann mit Walsh die Goldmedaille in Athen.

### Olympische Sommerspiele 2008
May-Treanor und Walsh gewannen als Titelverteidiger bei den Olympischen Sommerspielen 2008 in Peking erneut die Goldmedaille. Sie erzielten dabei ihren neunzehnten Turniersieg in Folge, es war der letzte Turniersieg in einer Serie von 112 Spielen, die die beiden ungeschlagen blieben.
May-Treanor nahm Ende 2008 an der ABC-Fernsehshow Dancing Dancing with the Stars mit Maxim Tschmerkowski teil und zog sich nach dem dritten Auftritt aus der Show zurück, da sie sich beim Training für den Jive einen Achillessehnenriss zuzog. Sie wurde am 7. Oktober 2008 operiert.
2010 gelang Misty May-Treanor an der Seite von Nicole Branagh ein Comeback in der World Tour. Beste Platzierung von May-Treanor/Branagh war ein dritter Platz beim Grand Slam in Stavanger.
Bei der World Tour 2011 startete Misty May-Treanor wieder an der Seite von Kerri Walsh mit dem Ziel der Teilnahme an den Olympischen Spielen 2012 in London. Nach einem zweiten Platz im April bei der Brasilia Open verletzte sich Misty May-Treanor im Halbfinale der Sanya Open Ende April am Knie. Ein eindrucksvolles Comeback von May-Treanor/Walsh gab es Anfang Juni mit dem Gewinn des Grand Slam in Peking, und anschließend in Rom wurde die Vizeweltmeisterschaft erreicht. 

### Olympische Sommerspiele 2012
Bei den Olympischen Sommerspielen 2012 in London gewannen beide zum dritten Mal in Folge die Goldmedaille. Danach beendete May-Treanor ihre Beachvolleyballkarriere.

## Privates
May-Treanor ist seit November 2004 mit dem MLB Baseballspieler Matt Treanor verheiratet und wohnt abwechselnd in Coral Springs oder Long Beach.

## Erfolge
Alle Erfolge errang May-Treanor zusammen mit Kerri Walsh.

### Olympische Sommerspiele
- Olympiasieger 2004 (Athen)
- Olympiasieger 2008 (Peking)
- Olympiasieger 2012 (London)

### AVP
- AVP Team of the Year (2004, 2005, 2006, 2007, 2008)
- AVP Crocs Cup Champion (2006, 2007, 2008)
- AVP Most Valuable Player (2005, 2006, 2007, 2008)
- AVP Best Offensive Player (2004, 2005, 2006, 2007, 2008)
- AVP Best Defensive Player (2006, 2007, 2008)

### FIVB
- FIVB-Weltmeister 2003 (Rio de Janeiro), 2005 (Berlin) und 2007 (Gstaad)
- FIVB Most Outstanding (2005)
- FIVB Sportsperson of the Year (2007, 2008)
- FIVB Best Setter (2005)
- FIVB Best Offensive Player (2005, 2007, 2008)
- FIVB Best Defensive Player (2007, 2008)
- FIVB Tour Champion (2002)

2016 wurde May-Treanor in die „Volleyball Hall of Fame“ aufgenommen.